# Faouzi Chaouchi
Faouzi Chaouchi - em árabe, فوزي شاوشي (Bordj Menaiel, 5 de dezembro de 1984) é um futebolista argelino, que joga da posição de goleiro. Com 1,92m de altura e defendendo o MC Alger. 

## Carreira
Chaouchi disputou a Copa do Mundo FIFA de 2010 pela Seleção Argelina de Futebol. Participou da primeira partida da equipe quando foram derrotados por 1x0 pela Eslovênia em uma falha sua.